# 제철역
제철역(製鐵驛)은 경상북도 포항시 남구 제철동에 있는 괴동선의 폐역이다. 포스코 통근열차가 폐지되기 전만 해도 괴동선의 종착역이었다.

## 연혁
- 1975년 7월 1일 : 포스코 통근열차 운행 개시와 함께 영업 개시[2]
- 1979년 5월 2일 : 승강장 연장[1]
- 1991년 12월 16일 : 역사 증축[1]
- 2005년 7월 1일 : 포스코 통근열차 폐지[3]
- 2005년 9월 15일 : 폐역